# El Carmen (Guerrero)
El Carmen es una localidad del estado mexicano de Guerrero. Es parte del municipio de Xochistlahuaca.

## Toponimia
El nombre de la localidad rinde homenaje a la santa patrona de la localidad: Nuestra Señora del Carmen.

## Demografía
| Gráfica de evolución demográfica |
|                                  |

| Censo | Población |
| ----- | --------- |
| 1940  | 165       |
| 1950  | 150       |
| 1960  | 273       |
| 1970  | 398       |
| 1980  | 476       |
| 1990  | 389       |
| 2000  | 1 112     |
| 2010  | 1 282     |
| 2020  | 1 214     |